# Atys curta
Atys curta är en snäckart. Atys curta ingår i släktet Atys och familjen Haminoeidae. Inga underarter finns listade i Catalogue of Life.